# Southport F.C.
Southport Football Club er en professionel fodboldklub baseret i Blowick, Southport, Merseyside. De spiller deres hjemmekampe på Haig Avenue, der i øjeblikket af sponsorårsager kaldes The Big Help Stadium. Stadion har en kapacitet på 6.008 (1.660 siddende, 4.164 stående). De er kendt som "the Sandgrounders". Klubbens største sejr var at vinde Football League Fourth Division 1972-73, og de har vundet en række titler i non-league fodbold.
Klubben blev grundlagt i 1881 og var dengang medlemmer af regionale ligaer som Lancashire League , Lancashire Combination og The Central League i mange år indtil 1921, da de blev inviteret til at blive et stiftende medlem af den nystiftede Football League Third Division North. Southport bibeholdte sit medlemskab af The Football League fra 1921 til 1978. De fik ikke genvalg i 1978 og har siden da har været medlemmer af Northern Premier League (1978 til 1993), Football Conference (1993-2003) og derefter Northern Premier League Premier Division i sin sidste sæson (2003-04) ). Southport blev overført til den nye National League North i 2004 og har siden da spillet i enten den division (6. liganiveau) eller tier 5 National League . I 2017 rykkede Southport ned fra 5. liganiveau til 6. liganiveau.